# Diócesis de Posadas
La diócesis de Posadas (en latín: Dioecesis Posadensis) es una circunscripción eclesiástica de la Iglesia católica en Argentina. Se trata de una diócesis latina, sufragánea de la arquidiócesis de Corrientes. Desde el 25 de noviembre de 2000 su obispo es Juan Rubén Martínez.

## Territorio y organización

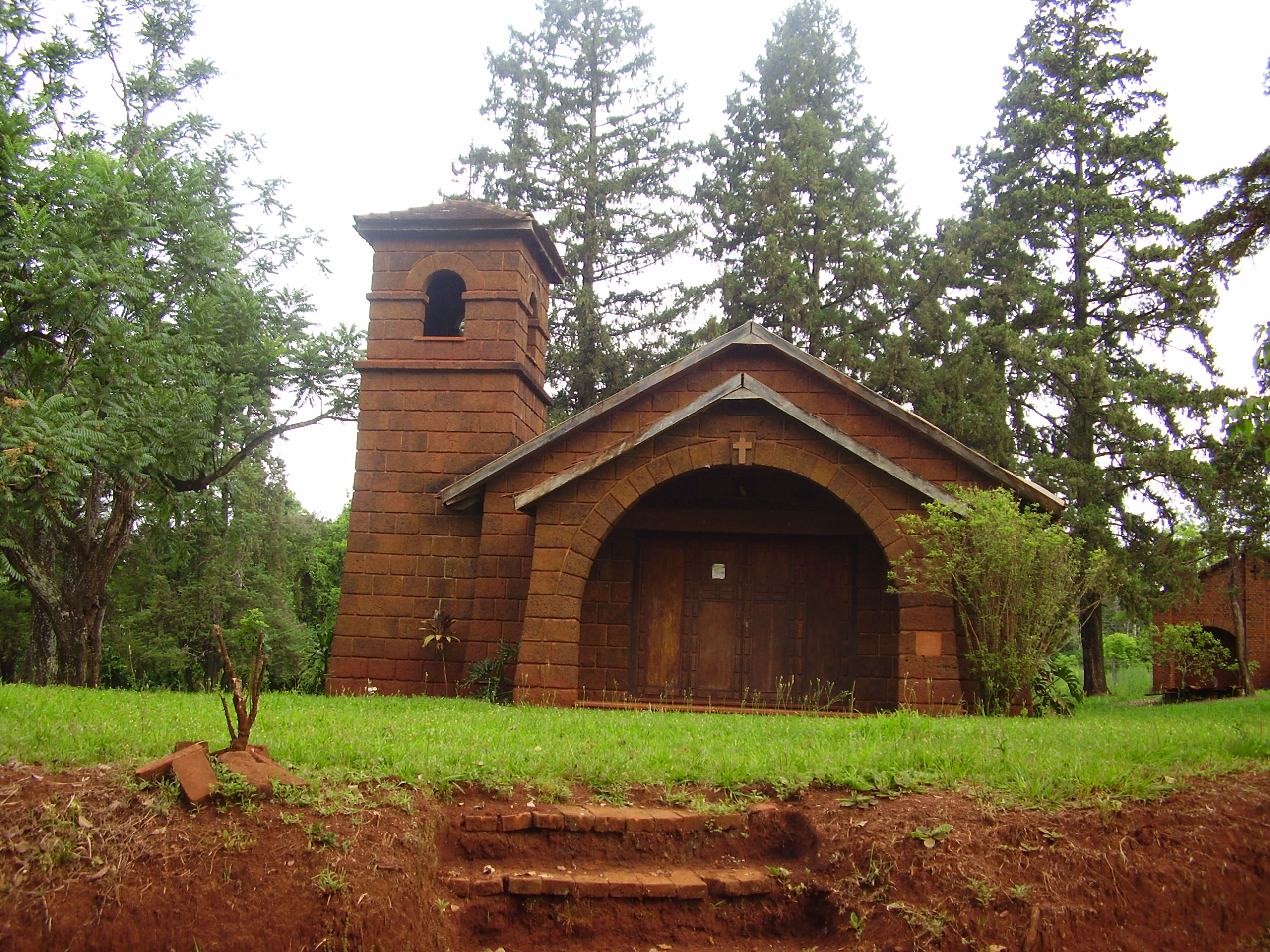
Capilla Santa Teresita, en Colonia Polana

La diócesis tiene 6426 km² y extiende su jurisdicción sobre los fieles católicos de rito latino residentes en la provincia de Misiones en los departamentos de: Capital, Candelaria, Apóstoles, Concepción, Leandro N. Alem, y San Ignacio.
La sede de la diócesis se encuentra en la ciudad de Posadas, en donde se halla la Catedral de San José.
En 2021 en la diócesis existían 35 parroquias. En el territorio de la diócesis se encuentran tres parroquias de la eparquía de Santa María del Patrocinio en Buenos Aires de la Iglesia greco-católica ucraniana.
La diócesis de Posadas presenta características en común con otras diócesis del noreste argentino creadas a fines de la década de 1950 y comienzos de la década de 1960 (diócesis de Reconquista, Formosa, San Roque de Presidencia Roque Sáenz Peña, y Goya) con las que comparte desafíos en común como la lucha contra la pobreza mediante el desarrollo de una «pastoral de conjunto».

## Historia
La diócesis fue erigida comprendiendo la totalidad del territorio de Misiones el 11 de febrero de 1957 con la bula Quandoquidem adoranda del papa Pío XII, obteniendo el territorio de la diócesis de Corrientes (hoy arquidiócesis). Su primer obispo fue Jorge Kemerer.
El 18 de febrero de 1958 el papa Pío XII con el breve Quanto iuniores declaró como patrona principal de la diócesis a la Santísima Virgen María de Itatí, y patrono secundario a san Ignacio de Loyola.
Originalmente sufragánea de la arquidiócesis de La Plata, el 10 de abril de 1961 pasó a formar parte de la provincia eclesiástica de la arquidiócesis de Corrientes mediante la bula Nobilis Argentina del papa Juan XXIII.
El 16 de junio de 1986 cedió una porción de su territorio para la erección de la diócesis de Puerto Iguazú mediante la bula Abeunt alterna vice del papa Juan Pablo II.
El 13 de junio de 2009 cedió otra porción de su territorio para la erección de la diócesis de Oberá mediante la bula Valde solliciti del papa Benedicto XVI, a la vez que el departamento Libertador General San Martín fue transferido a la diócesis de Puerto Iguazú.

## Estadísticas
Según el Anuario Pontificio 2022 la diócesis tenía a fines de 2021 un total de 478 242 fieles bautizados.
| Año                                                                             | Población            | Población | Población      | Sacerdotes | Sacerdotes    | Sacerdotes    | Bautizados por sacerdote | Diáconos permanentes | Religiosos | Religiosos | Parroquias |
| Año                                                                             | Bautizados católicos | Total     | % de católicos | Total      | Clero secular | Clero regular | Bautizados por sacerdote | Diáconos permanentes | Varones    | Mujeres    | Parroquias |
| ------------------------------------------------------------------------------- | -------------------- | --------- | -------------- | ---------- | ------------- | ------------- | ------------------------ | -------------------- | ---------- | ---------- | ---------- |
| 1966                                                                            | 303 385              | 391 094   | 77.6           | 86         | 10            | 76            | 3527                     |                      | 21         | 150        | 48         |
| 1970                                                                            | ?                    | 430 000   | ?              | 105        | 12            | 93            | ?                        |                      | 100        | 192        | 14         |
| 1976                                                                            | 424 442              | 487 865   | 87.0           | 106        | 14            | 92            | 4004                     |                      | 102        | 207        | 57         |
| 1980                                                                            | 468 000              | 537 000   | 87.2           | 107        | 12            | 95            | 4373                     |                      | 106        | 187        | 62         |
| 1990                                                                            | 398 580              | 493 076   | 80.8           | 79         | 18            | 61            | 5045                     | 7                    | 67         | 171        | 40         |
| 1999                                                                            | 550 000              | 680 000   | 80.9           | 86         | 25            | 61            | 6395                     | 19                   | 64         | 165        | 36         |
| 2000                                                                            | 550 000              | 680 000   | 80.9           | 91         | 25            | 66            | 6043                     | 29                   | 68         | 165        | 36         |
| 2001                                                                            | 570 000              | 700 000   | 81.4           | 90         | 23            | 67            | 6333                     | 29                   | 70         | 152        | 36         |
| 2002                                                                            | 550 000              | 680 400   | 80.8           | 86         | 25            | 61            | 6395                     | 28                   | 64         | 155        | 36         |
| 2003                                                                            | 551 000              | 681 500   | 80.9           | 90         | 27            | 63            | 6122                     | 27                   | 65         | 150        | 36         |
| 2004                                                                            | 552 890              | 769 000   | 71.9           | 90         | 32            | 58            | 6143                     | 26                   | 60         | 165        | 37         |
| 2013                                                                            | 498 000              | 622 000   | 80.1           | 74         | 37            | 37            | 6729                     | 21                   | 40         | 93         | 33         |
| 2016                                                                            | 469 534              | 624 000   | 75.2           | 64         | 38            | 26            | 7336                     | 33                   | 30         | 75         | 34         |
| 2019                                                                            | 475 300              | 780 000   | 60.9           | 72         | 37            | 35            | 6601                     | 33                   | 41         | 74         | 34         |
| 2021                                                                            | 478 242              | 787 530   | 60.7           | 71         | 38            | 33            | 6735                     | 37                   | 39         | 55         | 35         |
| Fuente: Catholic-Hierarchy, que a su vez toma los datos del Anuario Pontificio. |                      |           |                |            |               |               |                          |                      |            |            |            |

## Episcopologio
- Jorge Kemerer, S.V.D. † (13 de marzo de 1957-16 de junio de 1986 retirado)
- Carmelo Juan Giaquinta † (16 de junio de 1986-22 de marzo de 1993 nombrado arzobispo de Resistencia)
- Alfonso Delgado Evers (25 de febrero de 1994-29 de marzo de 2000 nombrado arzobispo de San Juan de Cuyo)
- Juan Rubén Martínez, desde el 25 de noviembre de 2000